# Paralouatta
Per scimmia di Cuba s'intendono le due specie estinte di primati platirrini della famiglia dei Callicebidae appartenenti al genere Paralouatta (Rivero & Arredondo, 1991).
Il nome del genere, Paralouatta, è dovuto alla somiglianza della conformazione del cranio di questi animali con i crani delle scimmie urlatrici del genere Alouatta, rispetto alle quali avevano anche dimensioni e peso simili: tale caratteristica portò gli studiosi a pensare ad una parentela fra i due generi. Tale parentela è stata tuttavia smentita con un'analisi accurata della chiostra dentaria, che ha messo in evidenza similitudini con le scimmie caraibiche della tribù Xenotrichini, evolutasi a partire dalla sottofamiglia dei Callicebinae fra l'Oligocene ed il Miocene.
Seppure appartenenti ad una famiglia di scimmie strettamente arboricole come i Pitecidi, la conformazione delle ossa pelviche di questi animali simile a quella di alcune scimmie semiarboricole (genere Presbytis) lascia presupporre che passassero del tempo al suolo.
Non è ancora chiaro il perché dell'estinzione di questi animali: i fossili finora trovati, infatti, non lasciano supporre che la presenza dell'uomo sull'isola influisse significativamente sulla loro popolazione, tanto più che queste scimmie si estinsero molto prima dell'arrivo degli europei a Cuba.

## Tassonomia
Al genere vengono attualmente ascritte due specie, ambedue vissute sull'isola di Cuba:
- Tribù Xenotrichini
  - Genere Paralouatta
    - Paralouatta marianae[4]
    - Paralouatta varonai